# Ancohenia robusta
Ancohenia robusta  is een mosselkreeftjessoort uit de familie van de Sarsiellidae. De wetenschappelijke naam van de soort is, als Pleoschisma robusta, voor het eerst geldig gepubliceerd in 1890 door Brady.